# Muscari pulchellum
Muscari pulchellum är en sparrisväxtart som beskrevs av Theodor Heinrich von Heldreich och Giovanni Battista Sartorelli. Muscari pulchellum ingår i släktet pärlhyacinter, och familjen sparrisväxter.

## Underarter
Arten delas in i följande underarter:
- M. p. clepsydroides
- M. p. pulchellum